# Adharma
Adharma  is het Sanskriet- antoniem van dharma. Het betekent "dat wat niet in overeenstemming is met het dharma." Connotaties zijn onder meer verraad, onenigheid, disharmonie, onnatuurlijkheid, verkeerdheid, kwaad, immoraliteit, onrechtvaardigheid, slechtheid en ondeugd.

## Beschrijving
Adharma (Sanskriet: अधर्म ) is afgeleid van het combineren van "a" met "dharma", wat letterlijk on-dharma betekent. Het betekent immoreel, zondig, verkeerd, slecht, onrechtvaardig, onevenwichtig of onnatuurlijk. 
Volgens vers 6.1.40 van de Bhagavata Purana antwoordde de Yamaduta : de religieuze principes die in de Veda's worden voorgeschreven, gelden als Dharma, en die niet als Adharma. 
Ariel Glucklich vertaalt Adharma als chaos, wanorde, niet-harmonisch en legt het uit als het tegenovergestelde van Dharma.  Glucklich stelt dat adharma in de Indiase filosofie niet het binaire tegendeel is van dharma of absoluut onethisch. Het is eerder een complex functioneel subjectief begrip, net als dharma, met schakeringen van betekenis, die afhangen van omstandigheden, doel en context. 
Gene F. Collins Jr. definieert Adharma als irreligiositeit. Gene stelt dat het alles is wat in strijd is met de wetten van het bestaan. Volgens hem zijn het die handelingen die in strijd zijn met iemands Dharma. Wat geestelijke groei bevordert is Dharma, en wat geestelijke groei belemmert is Adharma. Het volgen van een Adharmisch pad betekent handelen naar drie ondeugden, te weten: trots, contact en dronkenschap. Volgens hem is blind geloof zonder aandacht voor spiritueel begrip Adharma. Het volgen van het pad van Adharma kan resulteren in een slechte toekomst.